# Oulad M'Bareck
Pour les articles homonymes, voir M’barek.
Oulad M'Bareck (ou Oulad M'Barek, Oulad M'Barik, Awlad M'Barik), est une tribu guerrière de Mauritanie. Tribu arabe issue des Banu Hassan qui sont arrivés sur l'actuel territoire de la Mauritanie par vagues successives à partir du XVe siècle, les Oulad M'Bareck ont fondé un émirat arabe dans la zone du Hodh El Gharbi et du Hodh El Chargui (l'Est de l'actuelle Mauritanie) au XVIIIe siècle . Les conflits qui les opposèrent aux alliances tribales au Tagant , avant leur implantation dans le Hodh, et ensuite dans le Hodh ont fini par les fragiliser et eurent raison de leur émirat dans la seconde moitié du XIXe siècle bien que la chefferie émirale traditionnelle ait subsisté jusqu'à l'avènement de l’État mauritanien.

Les Oulad M'Bareck ont été les précurseurs de la musique Maure et de la poésie Hassanya  dont l'un des thèmes, le T'Heydin ou épopée maure, central à l'époque des épopées guerrières, est inscrit sur la liste du patrimoine immatériel nécessitant une sauvegarde urgente de l'UNESCO https://ich.unesco.org/fr/USL/lepopee-maure-theydinne-00524.